# Omolara Omotoso
Omolara Omotoso (ur. 23 maja 1993 w Akure) – nigeryjska lekkoatletka specjalizująca się w biegu na 400 metrów, olimpijka.
W lutym 2009 została zawieszona na 2 lata za stosowanie niedozwolonych substancji. Powróciła do rywalizacji wiosną 2011 roku.
Rekord życiowy na 400 metrów: 51,28 (21 czerwca 2012, Calabar).

## Osiągnięcia
| Rok  | Impreza                    | Miejsce        | Konkurencja                      | Lokata     | Wynik           |
| ---- | -------------------------- | -------------- | -------------------------------- | ---------- | --------------- |
| 2011 | Mistrzostwa świata         | Taegu          | Sztafeta 4 × 400 metrów          | 7. miejsce | 3:29,82         |
| 2011 | Igrzyska afrykańskie       | Maputo         | Bieg na 400 metrów               | 8. miejsce | 53,19           |
| 2012 | Mistrzostwa Afryki         | Porto-Novo     | Sztafeta 4 × 400 metrów          | 1. miejsce | 3:28,77         |
| 2012 | Igrzyska olimpijskie       | Londyn         | Bieg na 400 metrów               | półfinał   | 51,41           |
| 2012 | Igrzyska olimpijskie       | Londyn         | Sztafeta 4 × 400 metrów          | -          | DSQ             |
| 2013 | Mistrzostwa świata         | Moskwa         | Bieg na 400 metrów               | półfinał   | 52,38           |
| 2013 | Mistrzostwa świata         | Moskwa         | Sztafeta 4 × 400 metrów          | 6. miejsce | 3:27,57         |
| 2014 | Halowe mistrzostwa świata  | Sopot          | Sztafeta 4 × 400 metrów          | 5. miejsce | 3:31,59         |
| 2014 | IAAF World Relays          | Nassau         | Sztafeta 4 × 400 metrów          | 3. miejsce | 3:23,41         |
| 2014 | Igrzyska Wspólnoty Narodów | Glasgow        | Bieg na 400 metrów               | półfinał   | 52,34           |
| 2014 | Igrzyska Wspólnoty Narodów | Glasgow        | Sztafeta 4 × 400 metrów          | 2. miejsce | 3:24,71 (elim.) |
| 2016 | Mistrzostwa Afryki         | Durban         | Sztafeta 4 × 400 metrów          | 2. miejsce | 3:29,94         |
| 2016 | Igrzyska olimpijskie       | Rio de Janeiro | Bieg na 400 metrów               | eliminacje | 53,22           |
| 2024 | Igrzyska afrykańskie       | Akra           | sztafeta 4 × 400 metrów          | 1. miejsce | 3:27,29         |
| 2024 | Igrzyska afrykańskie       | Akra           | sztafeta mieszana 4 × 400 metrów | 1. miejsce | 3:13,26         |
| 2024 | Mistrzostwa Afryki         | Duala          | sztafeta 4 × 400 metrów          | 1. miejsce | 3:27,31         |